# یانگ هیونگ سوپ
یانگ هیونگ سوپ (زادهٔ ۱ اکتبر ۱۹۲۵ – درگذشتهٔ ۱۳ مهٔ ۲۰۲۲) یک سیاستمدار اهل کره شمالی بود.
او از ۸ ژوئیهٔ ۱۹۹۴ تا ۵ سپتامبر ۱۹۹۸ رئیس مجمع عالی خلق کره شمالی بود.